# Де Вал, Ян (дзюдоист)
Ян де Вал (нидерл. Jan de Waal) — нидерландский дзюдоист, чемпион (1955, 1956, 1958) и серебряный призёр (1955) чемпионатов Нидерландов, чемпион (1958) и бронзовый призёр (1955, 1957) чемпионатов Европы, серебряный (1954, 1959) и бронзовый (1955) призёр чемпионатов Европы в командном зачёте. Выступал в весовых категориях до 63 и 68 кг.